# Complexo Mycobacterium avium
O Complexo Mycobacterium avium se refere à associação de Mycobacterium avium e Mycobacterium intracellulare que causa doenças respiratórias e sistêmicas (como Síndrome de Lady Windermere) em pessoas imunodeprimidas. 

## Características
São bacilos longos, Gram-positivas, imóveis e álcool-ácido resistentes, encontradas no ambiente, da mesma família do Mycobacterium tuberculosis.

## Patologia
Podem ser encontradas no sistema de água e esgoto e quando inaladas ou ingeridas por pessoas imunodeficientes causam doença sistêmica.. Deve ser tratado com uma combinação de dois ou três medicamentos: azitromicina ou claritromicina combinadas com clofazimina, rifabutina, rifampina ou ciprofloxacino por 4 a 12 semanas. Isoniazida e pirazinamida não são eficazes contra esse complexo.